# جینی کارسون
جینی کارسون (انگلیسی: Jeannie Carson؛ زادهٔ ۲۳ مهٔ ۱۹۲۸) بازیگر، خواننده و هنرمند رقص اهل بریتانیا است. وی بین سال‌های ۱۹۴۸ تا ۱۹۷۰ میلادی فعالیت می‌کرد.
از فیلم‌هایی که وی در آن‌ها نقش داشته‌است، می‌توان به قرار ملاقات با یک رؤیا، مادامی که آن‌ها خوشحال هستند، تمساحی به نام دیزی و بانوی زیبای من اشاره نمود.